# 生野県
生野県（いくのけん）は、1869年（明治2年）に但馬国、播磨国、美作国内の幕府領・旗本領を管轄するために明治政府によって設置された県。管轄地域は現在の兵庫県北部、岡山県北東部に分布していた。本項では前身である府中裁判所についても記す。

## 概要
1868年（慶応4年）、丹後国、丹波国、但馬国、播磨国、美作国5ヶ国の久美浜代官所、生野代官所支配地および但馬・丹波の旗本領は久美浜県となっていたが、もともと生野の変の挙兵の地であり、尊皇攘夷派が多く政治意識の高い生野代官所支配地を中心に分離運動が高まり、但馬（北部の一部を除く）・播磨・美作3ヶ国が生野県として分離した。この時、播磨国内の旗本領と藩の飛び地の一部が編入された。県庁は旧生野代官所（現兵庫県朝来市）に置かれた。
1871年（明治4年）の第1次府県統合により丹波・丹後・但馬の11県が統合して豊岡県が設置されたため廃止された。ただし、播磨国は姫路県、美作国は北条県に編入された。なお、生野県権知事兼久美浜県権知事の小松彰は引き続き豊岡県権令を務めた。

## 沿革
- 1868年（慶応4年）
  - 1月3日 - 西園寺公望が山陰道鎮撫府に任命され京都を出発。
  - 4月19日 - 新政府が朝来郡生野口銀谷町（現在の兵庫県朝来市生野町口銀谷546付近）の生野代官所に府中裁判所を設置。同代官所の管轄地域を統括。
  - 7月29日 - 府中裁判所が廃止され、管轄地域を久美浜県が管轄（23万石）。
- 1869年（明治2年）8月10日 - 但馬・播磨・美作の180ヶ村を新設の生野県に移管。
- 1871年（明治4年）
  - 11月2日 - 但馬国の管轄地域が、第1次府県統合により丹波・丹後・但馬の11県が統合して新設された豊岡県に編入。播磨国は姫路県に編入。同日生野県廃止。
  - 11月15日 - 豊岡県のうち旧生野県管轄の美作国が新設の北条県に編入。

## 管轄地域
- 但馬国（「旧高旧領取調書」が藩領以外空欄のため詳細不明）
- 播磨国
  - 加西郡のうち - 10村（生野代官所）
  - 多可郡のうち - 8村（同上）
  - 神西郡のうち - 5村（同上）
  - 宍粟郡のうち - 23村（同上）
- 美作国
  - 吉野郡のうち - 22村（生野代官所19村、土浦藩領3村）
  - 勝北郡のうち - 38村（生野代官所22村、土浦藩領16村）

## 歴代知事

### 府中裁判所
- 1868年（慶応4年）4月19日 - 1868年（慶応4年）閏4月5日 ： 総督・西園寺公望（元公家）
- 1868年（慶応4年）閏4月5日 - 1868年（慶応4年）7月29日 ： 不在

### 生野県
- 1869年（明治2年）8月10日 - 1870年（明治3年）10月9日 ： 権知事・井田譲（元大垣藩士）
- 1870年（明治3年）10月9日 - 1870年（明治3年）11月23日 ： 知事・井田譲（前生野県権知事）
- 1870年（明治3年）11月23日 - 1870年（明治3年）12月19日 ： 不在
- 1870年（明治3年）12月19日 - 1871年（明治4年）11月2日 ： 権知事・小松彰（前大史、元松本藩士。久美浜県権知事を兼任）